# Huron Charter Township
Huron Charter Township est un township du comté de Wayne, dans l'État américain du Michigan. La population était de 15 879 habitants au recensement de 2010. Huron a reçu son nom de la rivière Huron, qui traverse le township du coin nord-ouest au coin sud-est. Le township de Huron abrite trois Metroparks (en) situés le long de la rivière. 

## Histoire
Le township de Huron a été organisé en 1827 et comprenait à l'origine les terres qui contiennent aujourd'hui les villes de Romulus et de Belleville ainsi que les townships de Van Buren et de Sumpter. Dans les années 1830, une colonie a été établie sur les rives de la rivière Huron. Le premier bureau de poste a été ouvert sous le nom de Huron, mais il a rapidement fermé. En 1860, un nouveau bureau de poste a été ouvert sous le nom de Catville, mais il a changé de nom pour devenir New Boston en 1868. Parmi les autres premiers établissements, on peut citer Belden, décoré en 1857 par Frances J. Belden et connu aujourd'hui sous le nom de Willow, et Waltz, décoré en 1872 par Joseph Waltz. 
Le 17 mars 1835, la partie nord-est du township de Huron fut mise en place et organisée sous le nom de township de Romulus. En quelques semaines, le 6 avril 1835, la partie nord-ouest du township est devenue le township de Van Buren. Le 6 avril 1840, la moitié ouest de la partie restante du township de Huron s'est organisée en township de Sumpter, créant ainsi les limites actuelles du township. 

## Géographie
Selon le Bureau du recensement des États-Unis, le township a une superficie totale de 93 km², dont 92 km² de terre et 1,3 km² d'eau, soit 1,28 %. 